# Mercedes-AMG GT4
Der Mercedes-AMG GT4 ist ein nach FIA-GT4-Reglement aufgebauter Rennwagen der Mercedes-AMG auf Basis des Mercedes-AMG GT R. Er wurde im Juli 2017 präsentiert und wurde Ende 2017 an die ersten Rennteams ausgeliefert.

## Geschichte
Der Mercedes-AMG GT4 wurde am 25. Juli 2017 im Rahmen des 24-Stunden-Rennen von Spa-Francorchamps 2017 vorgestellt. Er basiert auf dem im Juni 2016 vorgestellten Serienfahrzeug Mercedes-AMG GT R und ist eine Erweiterung zum Mercedes-AMG GT3.

## Fahrzeugkonzept
Das sequenzielle Sechsgang-Rennsportgetriebe des GT4 ist nach dem Transaxle-Prinzip an der Hinterachse des Fahrzeugs montiert, wo es pneumatisch angesteuert wird. Das Fahrzeug verfügt zusätzlich über ein von außen einstellbares Sperrdifferential.

## Technische Daten
| Kenngrößen                                  |                                   |
| Bauzeitraum                                 | seit 07/2017                      |
| Motorkenndaten                              |                                   |
| Motorbezeichnung                            | M 178 DE 40 AL                    |
| Motortyp                                    | V8-Ottomotor                      |
| Gemischaufbereitung                         | Direkteinspritzung                |
| Motoraufladung                              | Biturbo                           |
| Hubraum                                     | 3982 cm³                          |
| Leistung                                    | bis zu 375 kW (510 PS)*           |
| max. Drehmoment                             | > 600 Nm*                         |
| Kraftübertragung                            |                                   |
| Antrieb                                     | Hinterradantrieb                  |
| Lenkung                                     | Vorderradlenkung                  |
| Getriebe                                    | Sequenzielles 6‑Gang Renngetriebe |
| Messwerte                                   |                                   |
| Höchstgeschwindigkeit                       | > 250 km/h*                       |
| Beschleunigung 0–100 km/h                   | < 4,0 s*                          |
| Kraftstoffverbrauch auf 100 km (kombiniert) |                                   |
| CO2-Emission (kombiniert) Coupé             |                                   |

 * Je nach Balance-of-Performance-Einstufung